# Pirjo Lankinen
Pirjo Lankinen (* 1963 als Pirjo Moilanen) ist eine finnische Schauspielerin.

## Leben und Karriere
Lankinen wurde im Jahr 1963 geboren. Sie studierte an der Theaterakademie Helsinki. Ihr Debüt gab sie 1992 in dem Film Puhallus. Anschließend spielte sie in Pieniä valheita die Hauptrolle. Von 1995 bis 2012 war sie in der Serie Kotikatu zu sehen. Unter anderem wurde Lankinen 2004 für die Serie Pieni rakkaustarina gecastet. 
2006 bekam sie eine Rolle in Akkaa päälle. Danach setzte sie ihre Karriere in Lake Bodom fort. 2020 trat sie in Rantabaari auf. Lankinen hat eine äthiopische Adoptivtochter.

## Filmografie
Filme
- 1992: Puhallus
- 1994: Pieniä valheita
- 2016: Lake Bodom

Serien
- 1995–2012: Kotikatu
- 2003: Kaverille ei jätetä
- 2004: Pieni rakkaustarina
- 2006: Akkaa päälle
- 2020: Rantabaari